# Navire-caserne

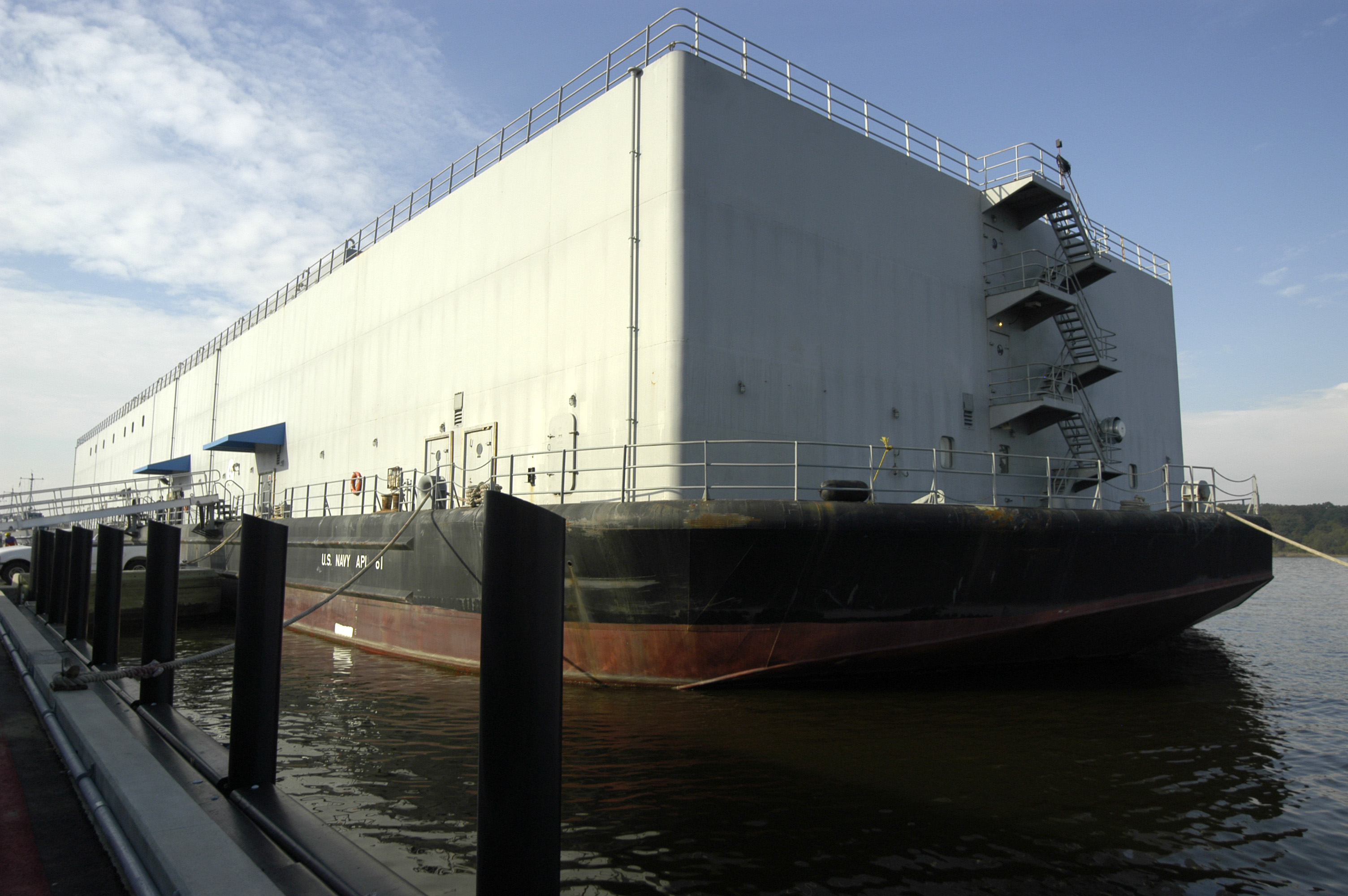
Le navire-caserne APL-61 de la marine américaine en 2003

Un navire-caserne ou une barge-caserne ou une barge d'accostage, ou dans le langage civil un navire d'hébergement, est un navire ou une barge non autopropulsée contenant une superstructure d'un type adapté à une utilisation comme caserne temporaire pour les marins ou d'autres personnels militaires.
Un navire-caserne, forme militaire d'un navire-dortoir, peut également être utilisé comme unité d'accueil pour les marins qui ont besoin d'une résidence temporaire avant d'être affectés à leur navire.
La marine américaine avait l'habitude de les appeler "Yard Repair Berthing and Messing" avec les désignations "YRBM" et "YRBM(L)" et les classe désormais sous le nom de "Auxiliary Personnel Barracks (APB)" ou "Auxiliary Personnel Lighter (APL)".

## Utilisation ancienne

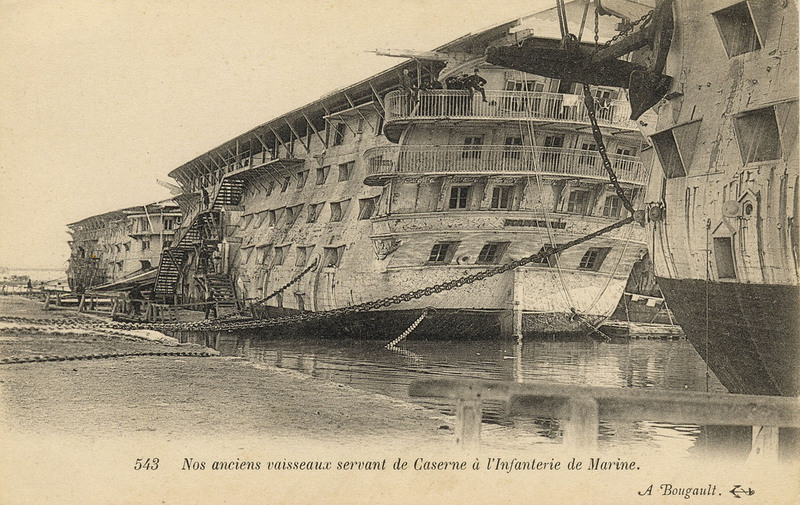
Navire français Souverain, caserne pour l'Infanterie coloniale à Toulon.

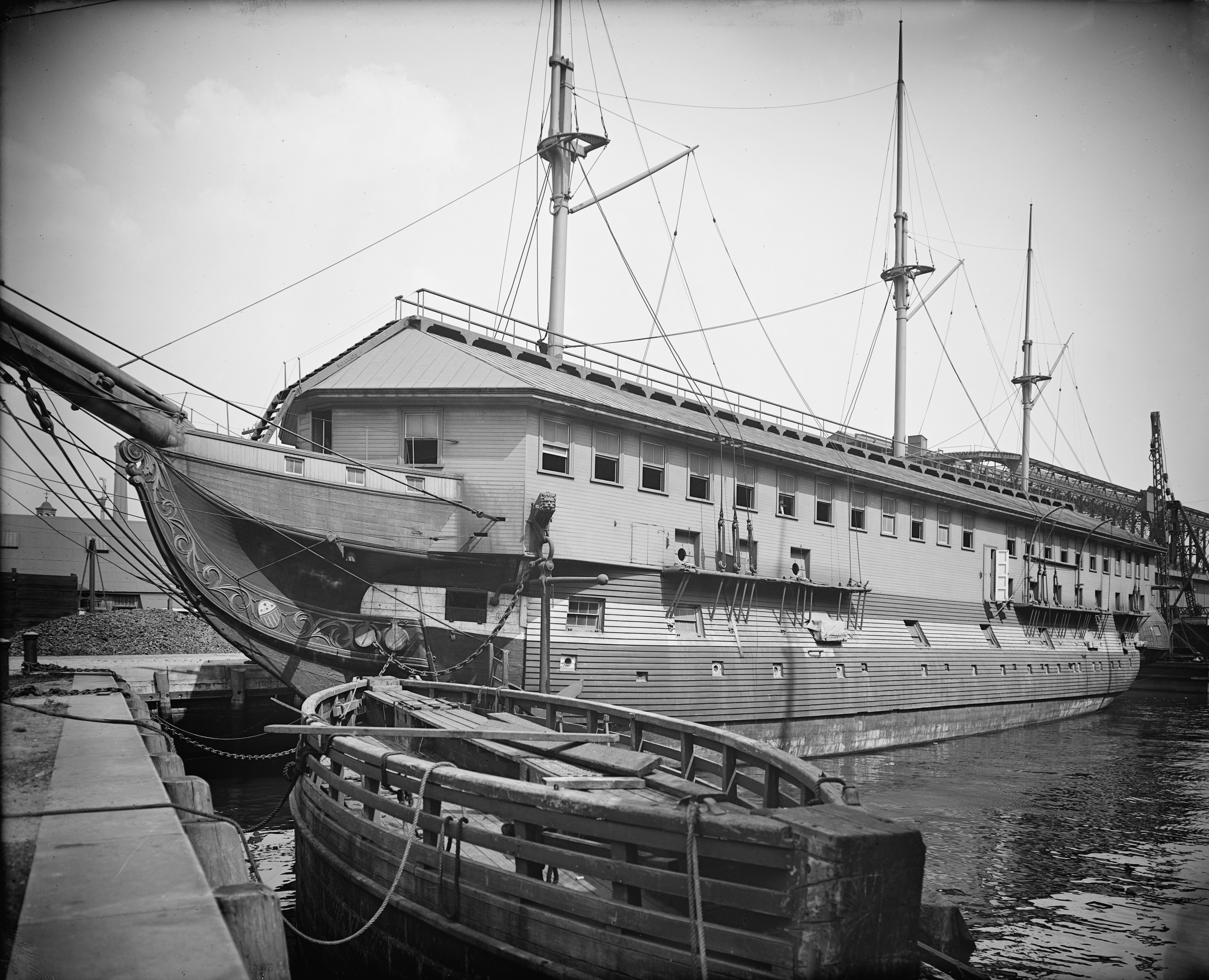
L' comme navire-caserne à Boston vers 1905.

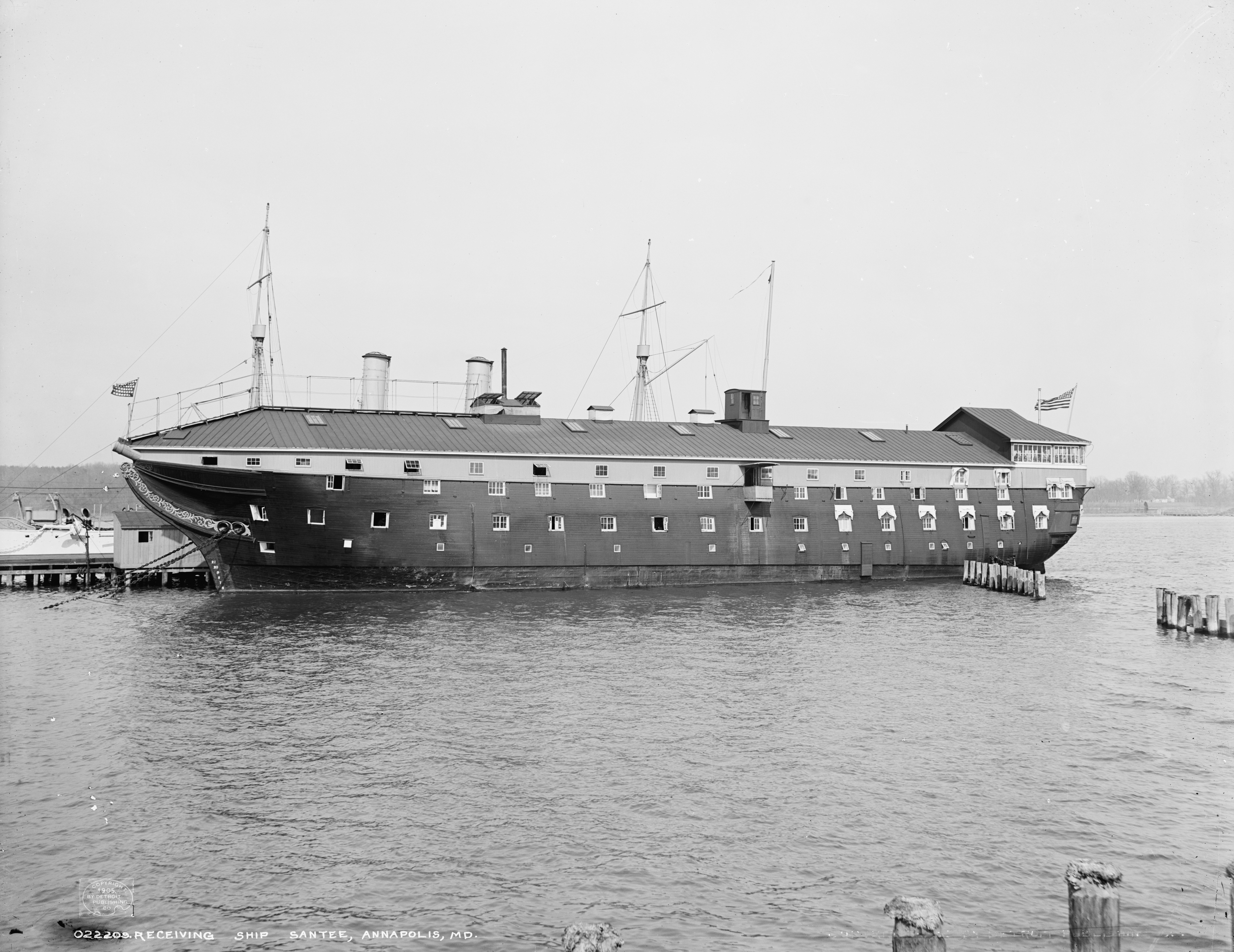
L' amarré à l'Académie navale des États-Unis comme navire-caserne en 1905.

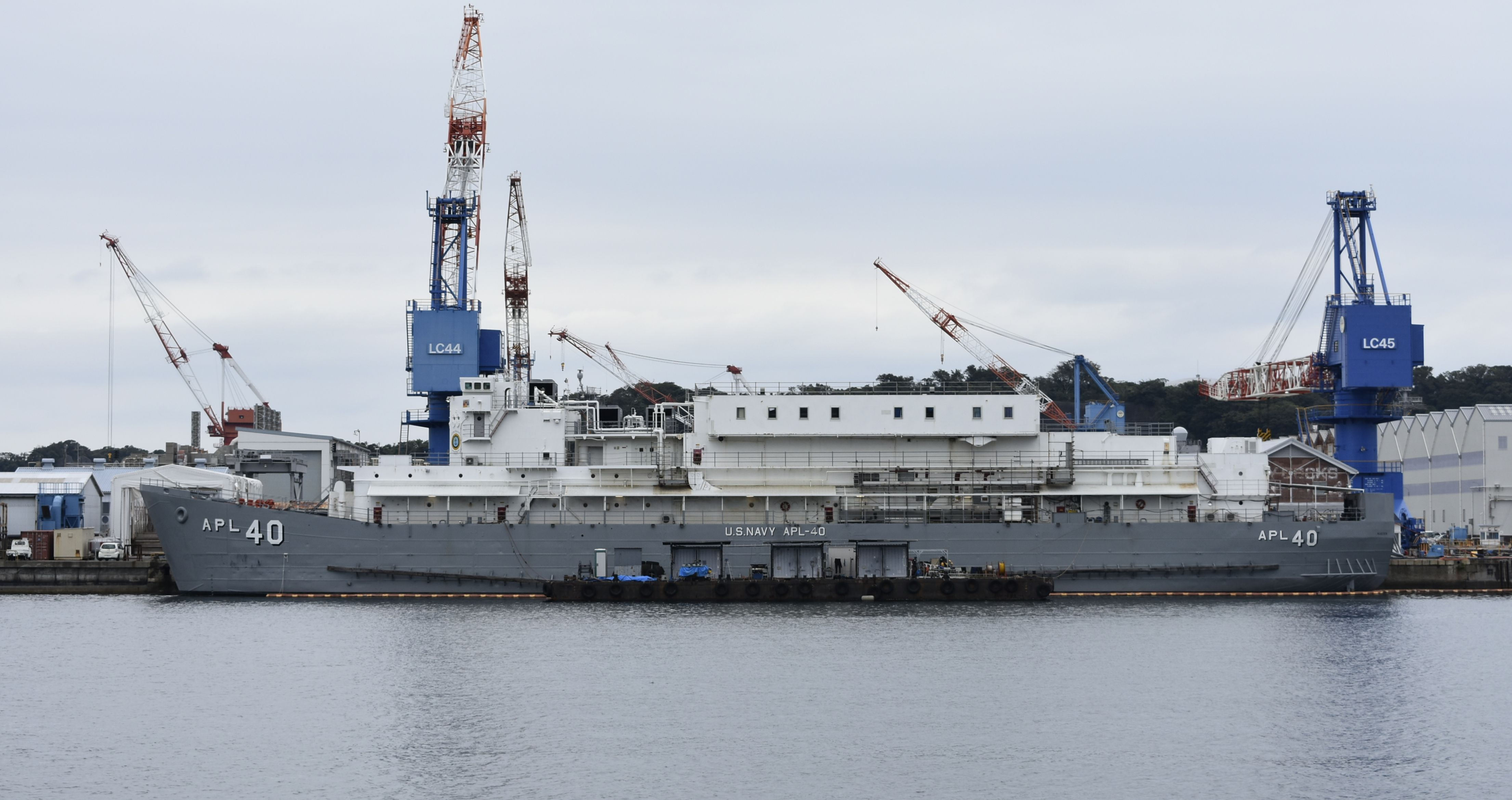
L'APL-40 de la marine américaine aux activités de la flotte des États-Unis à Yokosuka en octobre 2021

Les navires-casernes étaient courants à l'époque des voiliers, lorsque les installations à terre étaient rares ou inexistantes. Ces navires étaient généralement des pontons. Parfois, les navires-casernes étaient également utilisés comme navires-prisons pour les condamnés, les prisonniers de guerre ou les internés civils.

## Utilisation pendant la Seconde Guerre mondiale
Les navires-casernes dans la zone de combat fournissaient la résidence nécessaire aux marins militaires et marchands dont le navire avait été coulé, ou dont le navire avait été tellement endommagé que l'accostage à bord n'était plus possible. Ils étaient également utilisés dans les bases avancées et comme casernes mobiles (USS City of Dalhart) pour des unités telles que les bataillons de construction. Occasionnellement, ils étaient utilisés pour d'autres fonctions, comme la fourniture de bureaux (USS Ocelot).
Les APL étaient des navires-casernes non autopropulsés utilisés par la marine américaine (United States Navy) dans les zones avancées pendant la Seconde Guerre mondiale, en particulier dans l'océan Pacifique, et étaient désignés APL, comme l'APL-18 qui a été mis en service en 1944 et avait les spécifications suivantes pour les APL-1 à APL-58 :
- Déplacement : 1 300 tonnes
- Longueur : 80 m
- Largeur : 15 m
- Tirant d'eau : 3,4 m
- Effectif inconnu
- Capacité d'accueil 5 officiers, 358 engagés

Les navires-casernes de la classe APL-17 couvraient les navires APL-17 à APL-40, les APL-35 à APL-40 ayant été convertis en navires-casernes de la classe Benewah.
Des navires de transport ont également été utilisés comme casernes par d'autres marines en temps de guerre, comme le SS General San Martin de la Kriegsmarine. L'un des deux porte-avions auxiliaires de la classe Jade (le Elbe), qui a été annulé, a également été converti en navire-caserne.

## Utilisation ultérieure
Le Royaume-Uni a utilisé des navires-casernes pour aider à la garnison des îles Malouines après avoir chassé la force d'occupation argentine lors de la guerre des Malouines de 1982. Les anciens car-ferries MV St Edmund et TEV Rangatira ont été déployés à Port Stanley en 1982, et le Rangatira est resté jusqu'en septembre 1983.
Le Rangatira est également un exemple de navire d'hébergement civil. Avec un autre ancien ferry, le MV Odysseus, il a hébergé les ouvriers qui ont construit une plate-forme pétrolière dans le Loch Kishorn en Écosse en 1977-1978, et le Rangatira a hébergé les ouvriers qui ont construit le terminal de Sullom Voe dans les îles Shetland en 1978-1981.

## Utilisation après la Seconde Guerre mondiale

### États-Unis
Un grand nombre de barges de l'United States Navy (USN) ont survécu à la Seconde Guerre mondiale et ont continué à jouer un rôle de soutien. Certaines ont été utilisées par la "Brown Water Navy" des États-Unis pendant la guerre du Vietnam comme bases pour des bateaux fluviaux spécialisés. La barge YRBM-18 (rebaptisée plus tard APL-55) a reçu la Presidential Unit Citation pour son service pendant la guerre du Vietnam du 6 décembre 1968 au 31 mars 1969.
Les types de chantiers de réparation suivants ont été créés:
- Les ateliers flottants sont des YR, 96 construits, 24 construits avant la seconde guerre mondiale.
- Les barges de réparation et d'accostage sont YRB, 36 construites.
- Les barges de réparation, d'accostage et d'embarquement sont YRBM, 56 unités construites.
- Les ateliers de cale sèche - coque sont YRDH, 8 construits.
- Ateliers de cale sèche - Machines sont YRDM, 8 construits
- Les barges de réparation radiologique sont YRR, 14 unités construites. Elles sont utilisées pour la révision des centrales nucléaires des navires et sous-marins nucléaires, ainsi que pour le ravitaillement et la décontamination des équipements usagés.

Les barges YRB et YRBM ont été rebaptisées "Auxiliary Personnel Lighters" (APL) et sont disponibles pour loger temporairement le personnel hors des navires. Les 70 navires sont affectés au Naval Sea Systems Command (NAVSEA) à des bases dans le monde entier (Norfolk et Portsmouth en Virginie ; San Diego ; Bremerton dans le Washington ; Mayport en Floride ; Pearl Harbor à Hawaï ; Yokosuka et Sasebo au Japon ; et Guam).

#### Classe APL 65
La marine américaine a passé un contrat pour deux barges d'accostage APL 65 en août 1998, qui ont été livrées à la marine en novembre et décembre 2000. Les barges d'accostage APL 65 comprennent un bureau de poste, un salon de coiffure, une banque, des salles de classe, une blanchisserie, des installations médicales et des services de remise en forme.

#### Classe APL 67
Les anciennes barges d'accostage sont remplacées par cinq navires plus récents de la classe APL 67, construits spécialement par VT Halter Marine,. Le premier contrat a été attribué en septembre 2018, l'APL 67 a été lancé en juin 2020 et livré à l'USN en août 2021, suivi de l'APL 68 qui a été livré en novembre 2021,.
- Déplacement : 2 744 tonnes
- Longueur : 82 m
- Largeur : 21 m
- Tirant d'eau : 4,9 m
- Capacité d'accueil : 600 (5 officiers, 358 militaires du rang)

### Royaume-Uni
Exemples d'unités navales de la Royal Navy utilisées comme casernes pendant leur vie opérationnelle :
- HMS Canopus

### Italie
Exemples d'unités navales de la Regia Marina utilisées comme casernes pendant leur vie opérationnelle :
- Agostino Barbarigo, aviso
- Capraia, goélette
- Giulio Cesare, cuirassé
- Varese, canonnière

### Allemagne

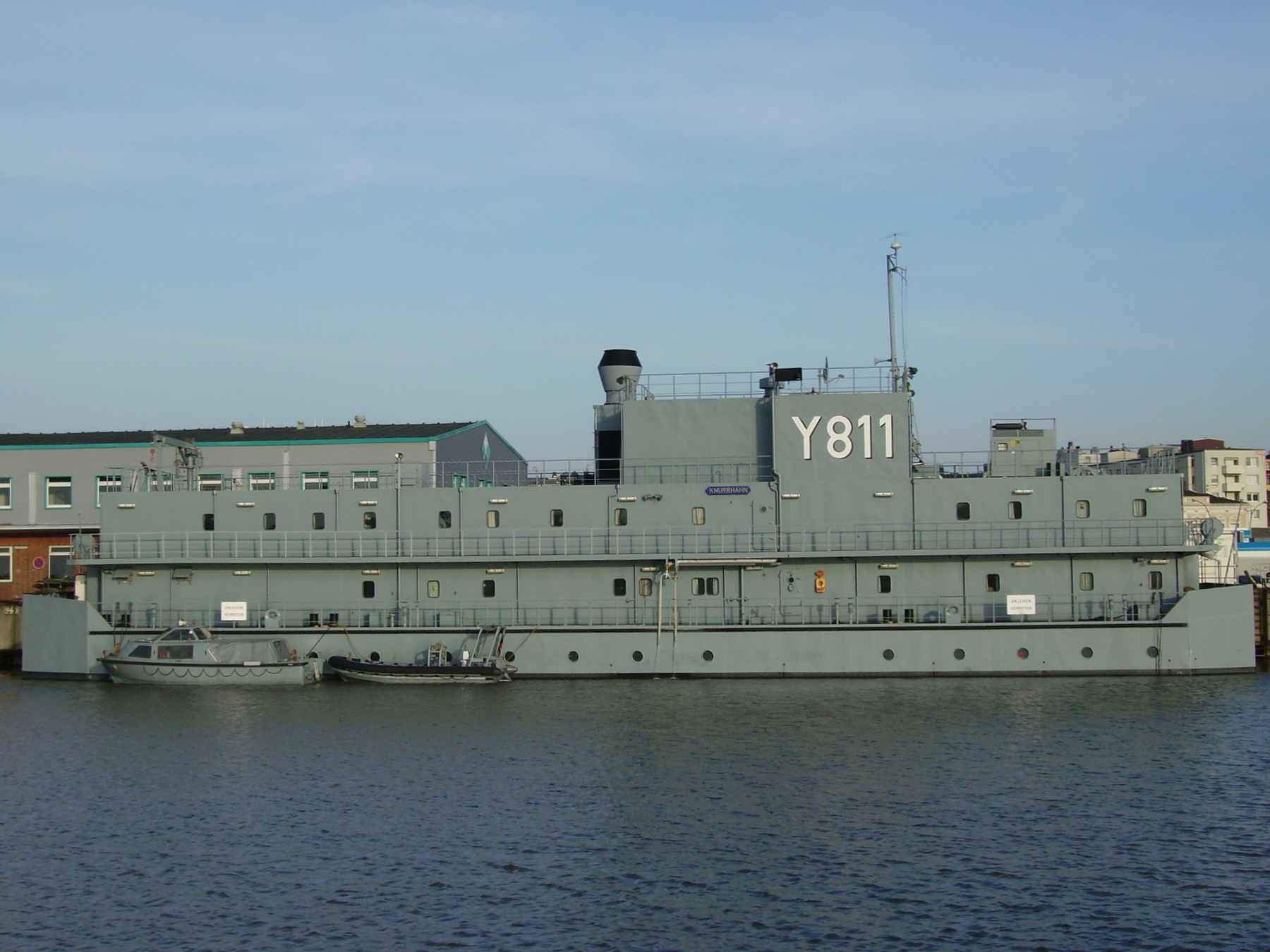
Le bateau-logement "Knurrhahn" avec l'identification "Y811"

Exemples d'unités navales de la Bundesmarine 
- Knurrhahn